# Coelotropha vivieri
Coelotropha vivieri is een soort in de taxonomische indeling van de Myzozoa, een stam van microscopische parasitaire dieren. Het organisme komt uit het geslacht Coelotropha en behoort tot de familie Eleutheroschizonidae. Coelotropha vivieri werd in 1963 ontdekt door Hennere.